# Nova Pádua
Nova Pádua egy község (município) Brazíliában, Rio Grande do Sul államban, a Gaúcho-hegység (Serra Gaúcha) vidékén. 2021-ben becsült népessége 2563 fő volt.

## Története
Az európai gyarmatosítás 1886-ban kezdődött, amikor hét venetói család telepedett le a Caxias do Sul (akkori nevén Campo dos Bugres) melletti ún. tizenhatos mérföld (16ª Légua) nevű helyen. 1888-ban tartották első miséjüket. 1890-ben felszentelték Páduai Szent Antal képét, a település pedig felvette a Nova Pádua nevet. Ekkorra már mind a 307 parcellának akadt tulajdonosa. 1892-ben Nova Páduának saját papja lett Giuseppe Candido Dalmazzi atya személyében.
1904-ben Caxias do Sul község kerületévé nyilvánították, 1926-ban pedig a nemrég megalakult Flores da Cunha (akkori nevén Nova Trento) község kerülete lett. 1992-ben függetlenedett és 1993-ban önálló községgé alakult.

## Leírása
Székhelye Nova Pádua, további kerületei nincsenek. A Gaúcho-hegységben, hegyes vidéken helyezkedik el, 569 méteres átlagos tengerszint feletti magasságban, Porto Alegretől 112 kilométerre északra, Caxias do Sultól 20 kilométerre északnyugatra.
Gazdasága a családi birtokokra épül, a szőlő, őszibarack, alma, hagyma, fokhagyma termesztésére és baromfi tenyésztésére helyezve a hangsúlyt. Az ipari ágazatot a borászatok képviselik, amelyek együttesen évente több mint 5,5 millió liter bort állítanak elő, továbbá jelen van a bútoripar és a kereskedelem is. A település ma is tartja olasz katolikus kultúráját, jellemző rá az olasz gasztronómia és a talján nyelv (a velencei dialektusa). Számos fesztivált tartanak: vallásos ünnepek, mezőgazdasági vásárok, rodeók. Természeti szépségei miatt jelen van a turizmus is.